# Out at the Wedding
Pour plus de détails, voir Fiche technique et Distribution.
Out at the Wedding (Impair au mariage en version française DVD) est une comédie romantique américaine réalisée par Lee Friedlander en 2007, sur un scénario de Paula Goldberg.
Le titre signifie "faire son coming out (révéler son homosexualité) lors du mariage".
Le film a obtenu six prix, dans différents festivals aux États-Unis.

## Synopsis
Lorsqu'Alex prétend être lesbienne pour cacher à ses parents qu'elle sort avec un juif afro-américain, elle ne s'attendait pas à ce que sa sœur, nouvellement mariée, lui demande de lui faire découvrir le milieu lesbien New-yorkais.

## Fiche technique
- Titre : Out at the Wedding
- Réalisation : Lee Friedlander
- Scénario : Paula Goldberg
- Musique : Laura Karpman
- Photographie : Alex Vendler
- Montage : Christian White
- Production : Gina G. Goff et Laura A. Kellam
- Société de production : Goff-Kellam Productions
- Pays :  États-Unis
- Genre : Comédie dramatique et romance
- Durée : 96 minutes
- Dates de sortie : 
  -  États-Unis : 2007

## Distribution
- Jill Bennett : Wendy
- Jamie Blake : Devon
- Emily A. Burton : Amber
- Mark D'Onofrio : Haskell
- Cathy DeBuono : Risa
- Desi Lydic : Jeannie
- Mike Farrell : le père de la mariée
- Reginald VelJohnson : Dexter
- Andrea Marcellus : Alex
- Julie Goldman : Grace